# Exoprosopa aldabrae
Exoprosopa aldabrae är en tvåvingeart som beskrevs av Greathead 1976. Exoprosopa aldabrae ingår i släktet Exoprosopa och familjen svävflugor. Inga underarter finns listade i Catalogue of Life.